# José Antonio Redondo Rodríguez
José Antonio Redondo Rodríguez es el alcalde de Trujillo desde 2019, elegido por mayoría absoluta el 26 de mayo de 2019 con 7 concejales. 
Es doctor en Historia Antigua por la Universidad de Extremadura. Imparte clase en la Facultad de Filosofía y Letras de Cáceres. Es autor de varios artículos en revistas históricas. Además ha publicado diversas obras, entre ellas su libro Leyendas trujillanas (2007) y Las aventuras y desventuras de Perico el de la mula (2008).
En 2011 retomó su carrera política en su localidad natal, Ibahernando, donde fue elegido alcalde por el PSOE.
Anteriormente fue alcalde de Trujillo de 1996 a 2008. Fue elegido alcalde gracias a una moción de censura del PSOE e IU a Agustín Villanueva. Fue sustituido por Cristina Blázquez Bermejo, número 2 en las listas electorales del PSOE, tras el escándalo al ser condenado por conducir en estado de ebriedad.

## Cargos desempeñados
- Alcalde de Trujillo (1996-2008)
- Alcalde de Ibahernando (2011-2019)
- Alcalde de Trujillo (2019-2023)